# ネッ! 〜女、情熱〜
『ネッ! 〜女、情熱〜』（ネッ おんな じょうねつ）は、大黒摩季18枚目のシングル。1998年2月25日にB-Gram RECORDSから発売された。

## 概要
表題曲はカネボウ化粧品「テスティモII」CMソング。
ビデオクリップは、当時の成田空港で撮影が行われた。空港の飛行機を遠くから捉えた映像から始まり、大黒本人が、旅行かばんを持ちながら、空港内のスロープやエスカレーターを移動したりするショットで占められており、実際に本人が曲を歌っている映像はサビの最後のわずかな部分など少ししか含まれていない。
約15万枚を売り上げるヒットを記録した。 
「DA・KA・RA」から今作まで、17作連続でオリコンベスト10入りを果たしている。

## 収録曲
1. ネッ! 〜女、情熱〜
作詞・作曲：大黒摩季　編曲：葉山たけし
2. 例えばそれが愛でもいいと思う
作詞・作曲：大黒摩季　編曲：葉山たけし
3. ネッ! 〜女、情熱〜（オリジナル・カラオケ）
4. 例えばそれが愛でもいいと思う（オリジナル・カラオケ）

## 収録アルバム
ネッ! 〜女、情熱〜
- MOTHER EARTH（1998年9月9日）
- MAKI OHGURO BEST OF BEST〜All Singles Collection〜（1999年12月31日）
- LIVE BEST CONTAINS 16 BEST LIVE TRACKs!! （2001年6月27日） ※ライブバージョンを収録
- Greatest Hits 1991-2016 〜All Singles +〜

例えばそれが愛でもいいと思う
※アルバム未収録